# Aterno
L'Aterno és un riu a la regió dels Abruços a Itàlia. Neix al nord de Montereale al vessant meridional de la serra dels Monti della Laga a una altitud de circa 1100 m. Al municipi de Popoli s'uneix amb el Sagitario i des d'aleshores pren el nom de Pescara. L'Aterno-Pescara és considerat com un sol riu. El primer esment per al nom del curs inferior Piscarius fluvius ja data del segle vii. Després de Popolo el Pescara es divideix en dos branques prop de Monticchio: l'Aterno i el Fossa (de 9 km), que voregen el monte Cerro; es retroben a Vila Sant'Angelo. El riu corre llavors fins a la mar. Rep per l'esquerra els torrents Rajale i Riano i per la dreta els torrents Mandragone i Raio. Al curs inferior s'han construït tres centrals hidorelèctriques. El darrere tram a la ciutat de Pescara, prop de la desembocadura al mar Adriàtic és navegable.
El seu nom antic era Aternus (en llati) o Ἄτερνος (en grec). Estrabó diu que neix als voltants de la ciutat d'Amiternum i passa pels territoris dels vestins. Quan arriba prop de Corfinium descriu un angle quasi recte i canvia de direcció i segueix recte fins a la mar Adriàtica, just sota les muralles d'Aternitum. A la part final del riu, segons Estrabó, es trobava la frontera entre els vestins i els marruquins, afirmació certa, encara que Plini el Vell i Claudi Ptolemeu diuen que el territori dels frentans arribava fins aquest riu. L'emperador Claudi va fer passar la via Valèria des de Corfinium, seguint el curs del riu, fins al mar. Estrabó també diu que vora Corfinium hi havia un pont que tenia importància estratègica, i a la Segona Guerra Civil Romana Luci Domici Aenobarb el va ocupar en un intent d'aturar l'ofensiva de Juli Cèsar.